# 44e division d'infanterie (Royaume-Uni)
Pour les articles homonymes, voir 44e division.
La 44e division d'infanterie britannique, connue également sous le nom de Home Counties Division est une division d'infanterie de la Territorial Force, unité de l'armée britannique créée en 1908. Comme son nom l'indique, la division recrutait dans les Home Counties, en particulier dans le Kent, le Middlesex, le Surrey et le Sussex.
Au début de la Première Guerre mondiale, l'unité servit en outre-mer et fut affecté en Inde en 1914 pour relever les unités de l'armée régulière pour le service sur le front occidental. À son arrivée en Inde, elle fut démantelée en décembre 1914 mais la plupart de ses unités constituantes servirent dans des théâtres actifs, notamment la Mésopotamie à partir de 1915 et dans la troisième guerre anglo-afghane en 1919.
Réformée dans la Territorial Army (TA) en février 1920 sous le nom de 44e division (Home Counties), la division reprit le service actif pendant la Seconde Guerre mondiale en Belgique, en France et en Afrique du Nord (notamment à la bataille d'El Alamein) avant d'être de nouveau dissoute en 1943. Une fois de plus, ses unités composantes continuèrent à servir en Afrique du Nord, en Italie, en Europe du Nord-Ouest et en Birmanie.
La division fut de nouveau réformée dans la TA en 1947 avant d'être fusionnée avec le district de Home Counties en 1961, mettant ainsi fin à son existence séparée.

## Commandants successifs
La division des comtés d'origine avait les commandants suivants, de la formation en avril 1908 au débarquement en Inde :
| Date            | Rang          | Nom                          | Notes                        |
| --------------- | ------------- | ---------------------------- | ---------------------------- |
| Avril 1908      | Major général | Colin Donald (en)            |                              |
| Janvier 1909    | Major général | Edward Thompson Dickson (en) |                              |
| Avril 1912      | Major général | Charles V. F. Townshend      |                              |
| 25 octobre 1912 | Major général | James Charles Young          | Dissolution en décembre 1914 |

Lors de son rétablissement après la Première Guerre mondiale à sa dissolution au Moyen-Orient le 31 janvier 1943, ses commandants successifs comprenaient:
| Date         | Rang          | Nom                        | Notes                          |
| ------------ | ------------- | -------------------------- | ------------------------------ |
| Juillet 1919 | Major général | John Longley (en)          |                                |
| Juin 1923    | Major général | Henry West Hodgson (en)    |                                |
| Juin 1927    | Major général | Arthur Wauchope            |                                |
| Janvier 1929 | Major général | Henry Richardson Peck (en) |                                |
| Janvier 1933 | Major général | John Kennedy               |                                |
| Avril 1934   | Major général | John Minshull-Ford (en)    |                                |
| Avril 1938   | Major général | Edmund Osborne (en)        |                                |
| 25 juin 1940 | Major général | Arthur Ernest Percival     |                                |
| 27 mars 1941 | Brigadier     | F. C. A. Troup             | par intérim                    |
| 31 mars 1941 | Brigadier     | John Utterson-Kelso (en)   | par intérim                    |
| 8 avril 1941 | Major général | Noel Mason-MacFarlane      |                                |
| 25 juin 1941 | Major général | Brian Horrocks             |                                |
| 14 mars 1942 | Brigadier     | Ivor Hughes (en)           | par intérim                    |
| 20 mars 1942 | Major général | Ivor Hughes                | Dissolution le 31 janvier 1943 |

Lorsque la division fut rétablie après la Seconde Guerre mondiale, voici les commandants suivants jusqu'au 1er mai 1961, date à laquelle le quartier général divisionnaire de l'armée territoriale fusionna avec les districts de l'armée régulière:
| Date          | Rang          | Nom                           | Notes               |
| ------------- | ------------- | ----------------------------- | ------------------- |
| Juillet 1946  | Major général | Hugh Stockwell (en)           |                     |
| Juillet 1947  | Major général | Philip Gregson-Ellis (en)     |                     |
| Juillet 1950  | Major général | Brian Kimmins (en)            |                     |
| Mars 1952     | Major général | Otway Herbert (en)            |                     |
| Janvier 1954  | Major général | Robert Charles Moss King (en) |                     |
| Novembre 1956 | Major général | William Turner (en)           |                     |
| Novembre 1959 | Major général | Paul Gleadell (en)            |                     |
| Janvier 1962  | Major général | Harry Grimshaw (en)           |                     |
| Juillet 1965  | Major général | Brian Wyldbore-Smith (en)     | Dissolution en 1968 |